# Roberto Tozzi
Roberto Tozzi   (Roma, 17 de desembre de 1958) és un atleta italià, ja retirat, especialista en els 400 metres, que va competir durant les dècades de 1970 i 1980.
El 1980 va prendre part en els Jocs Olímpics d'Estiu de Moscou, on va disputar dues proves del programa d'atletisme. En els 4×400 metres, formant equip amb Stefano Malinverni, Mauro Zuliani i Pietro Mennea, va guanyar la medalla de bronze, mentre en els 400 metres quedà eliminat en sèries. Quatre anys més tard, als Jocs de Los Angeles, fou cinquè en els 4×400 metres.
En el seu palmarès també destaca una medalla d'or en els 400 metres del Campionat d'Europa júnior de 1977, una de plata en la mateixa distància al Campionat d'Europa d'atletisme en pista coberta de 1984 i una de bronze en els 4x400 metres als Jocs del Mediterrani de 1979 i a les Universíades del mateix any.

## Millors marques
- 200 metres. 21.15" (1981)
- 400 metres. 46.03" (1984)[2]